# Corbara (Orvieto)
Corbara is een plaats (frazione) in de Italiaanse gemeente Orvieto.